# Saleos

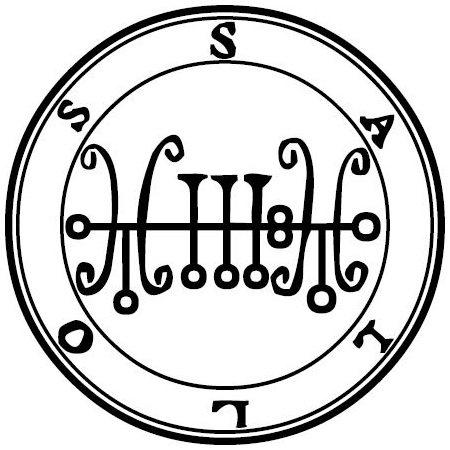
Le sceau de Saleos selon Mathers.

Saleos est un démon issu des croyances de la goétie, science occulte de l'invocation d'entités démoniaques.
Le Lemegeton le mentionne en 19e position de sa liste de démons tandis que la Pseudomonarchia daemonum le mentionne en 65e position.
Occupant le rang de duc des enfers, Saleos a l'apparence d'un soldat chevauchant un crocodile et portant une couronne sur la tête. Il possède le pouvoir de générer l'amour des femmes pour les hommes et des hommes pour les femmes, et possède sous son commandement trente légions infernales,.